# 携带外汇出境许可证
携带外汇出境许可证是中华人民共和国外汇管制规定居民及非居民出境携带等值5000美元（不含）以上外币现钞的，必须在出境之前办理《携带外汇出境许可证》（简称《携带证》），并在出境时主动向海关出示申报。

## 具体规定
- 携出等值5000美元以内（含），不需申领《携带证》，但当天多次往返及短期内多次往返者除外。
- 携出等值10000美元以内（含），应当向商业银行申领《携带证》。
- 携出等值10000美元以上，应当向所在地国家外汇管理局分支机构申领《携带证》
- 《携带证》自签发之日起30天之内一次使用有效。
- 《携带证》一式三联。第一联由携带人交海关验存，第二联由签发银行按季交当地外汇局留存，第三联由签发银行留存。
- 出境人员携带外币现钞出境，凡不超过其最近一次入境时申报外币现钞数额的，不需申领《携带证》.